# Kucura
Kucura (izvirno srbsko Куцура; nemško Kutzura) je naselje v Srbiji, ki upravno spada pod Občino Vrbas; slednja pa je del Južnobačkega upravnega okraja.

## Demografija
V naselju živi 3587 polnoletnih prebivalcev, pri čemer je njihova povprečna starost 38,3 let (36,6 pri moških in 40,0 pri ženskah). Naselje ima 1623 gospodinjstev, pri čemer je povprečno število članov na gospodinjstvo 2,86.
Prebivalstvo je večinoma nehomogeno.
|  |

| Demografija | Demografija     | Demografija     |
| Leto        | Št. prebivalcev | Št. prebivalcev |
| ----------- | --------------- | --------------- |
|             |                 |                 |
|             |                 |                 |
|             |                 |                 |
|             |                 |                 |
| 1948        | 4731            |                 |
| 1953        | 4783            |                 |
| 1961        | 4881            |                 |
| 1971        | 4655            |                 |
| 1981        | 4687            |                 |
| 1991        | 4713            | 4604            |
| 2002        | 4750            | 4663            |
|             |                 |                 |

| Etnična sestava po popisu iz leta 2002 | Etnična sestava po popisu iz leta 2002 | Etnična sestava po popisu iz leta 2002 | Etnična sestava po popisu iz leta 2002 | Etnična sestava po popisu iz leta 2002 |
| -------------------------------------- | -------------------------------------- | -------------------------------------- | -------------------------------------- | -------------------------------------- |
| Rusini                                 | Rusini                                 |                                        | 2.200                                  | 47,17%                                 |
| Srbi                                   | Srbi                                   |                                        | 1.808                                  | 38,77%                                 |
| Madžari                                | Madžari                                |                                        | 352                                    | 7,54%                                  |
| Črnogorci                              | Črnogorci                              |                                        | 90                                     | 1,93%                                  |
| Ukrajinci                              | Ukrajinci                              |                                        | 49                                     | 1,05%                                  |
| Hrvati                                 | Hrvati                                 |                                        | 44                                     | 0,94%                                  |
| Slovaki                                | Slovaki                                |                                        | 16                                     | 0,34%                                  |
| Muslimani                              | Muslimani                              |                                        | 15                                     | 0,32%                                  |
| Romi                                   | Romi                                   |                                        | 12                                     | 0,25%                                  |
| Makedonci                              | Makedonci                              |                                        | 11                                     | 0,23%                                  |
| Nemci                                  | Nemci                                  |                                        | 4                                      | 0,08%                                  |
| Slovenci                               | Slovenci                               |                                        | 3                                      | 0,06%                                  |
| Rusi                                   | Rusi                                   |                                        | 2                                      | 0,04%                                  |
| Bunjevci                               | Bunjevci                               |                                        | 1                                      | 0,02%                                  |
| Neznano                                | Neznano                                |                                        | 36                                     | 0,77%                                  |